# NewPRO

Імітація коробкової упаковки для програми NewPRO (розмір всього 200 кілобайт, поширюється виключно через Інтернет, коробковий варіант ніколи не існував)

NewPRO — організована в Інтернеті фінансова піраміда, що пропонує можливість швидкого заробітку. Згідно з твердженням рекламного листа, діяльність розпочата 7 жовтня 2007 року. Основу становить невелика (близько 200 кілобайт) спеціалізована комп'ютерна програма. За механізмом дії та основними ознаками, це логічний розвиток фінансової піраміди «БІНАР» (MyBinar), що стартувала в 2006 році.  Програма орієнтована на російський сегмент Інтернету, усі платежі номіновані в рублях.
Особливістю цієї піраміди є юридична досконалість: 
- Зберігається повна анонімність організаторів. Їх неможливо притягнути до матеріальної або кримінальної відповідальності за організацію фінансової піраміди.[1]
- Сама програма NewPRO не містить функції розсилки спаму і тому не може вважатись незаконною або шкідливою програмою. У той же час куратори завжди порадять або нададуть додаткове програмне забезпечення для автоматичного пошуку поштових адрес та розсилання на знайдені адреси (або за вже готовим переліком) рекламних листів, що закликають приєднатися. Фактично, ці додаткові програми організують спам-розсилання, без котрих активне розповсюдження програми було б неможливе. Приходять листи зі вкладеним файлом Word-формату розміром до 3 мегабайт. Легко порахувати, що загальний обсяг листів, що відправляються для цілей цієї програми вимірюється терабайтами.[2]  Вартість прокачування цього трафіку перевищує потенційні прибутки. За спам активні розповсюджувачі можуть притягатись до відповідальності (розсилка спаму є порушенням законодавства багатьох країн, у тому числі російського Федерального закону «Про рекламу», ст.18, п.1).
- Учасники піраміди юридично не є вкладниками. Вони — клієнти, покупці програмного продукту з обумовленою функціональністю. Це робить неможливим використання механізмів державного фінансового нагляду або пред'явлення будь-яких фінансових претензій, тому що програма дійсно має обумовлені можливості по генерації ключів та автоматичного пошуку куратора вищого рівня.
- Всіляко підкреслюється, що програма NewPRO є модернізованою та покращеною системою багаторівневого мережевого маркетингу з розповсюдження конкретного товару — програмного продукту NewPRO. Проте цей «товар» не може самостійно задовольняти жодну людську потребу. Єдине призначення програми — побудова та контроль піраміди з продажу її самої. Поза межами піраміди програма NewPRO абсолютно невживана. Крім того, вся система не може «працювати» без постійного залучення нових «покупців». Це неможливо навіть теоретично. Адже тільки гроші новачків (першого рівня) створюють можливість отримання доходу на всіх наступних рівнях. Це є принциповою відмінністю програми NewPRO від реальних систем мережевого маркетингу, котрі пропонують товар, який має самостійну цінність для споживача (косметика, страхування, побутова хімія) і які теоретично можуть існувати і без залучення нових клієнтів (тільки за рахунок продажу нових партій товарів у межах структури, що вже склалася).
- У тексті рекламного листа є фраза, що буде «частина клієнтів, які з різних причин, вийдуть з цього бізнесу» і це може істотно зменшити прибуток, обіцяних мільйонів «Ви, швидше за все, не заробите». Наявність цієї фрази дозволяє вважати, що потенційний учасник піраміди був попереджений про можливість неотримання очікуваного доходу, що унеможливлює кваліфікувати цю пропозицію як шахрайство. Завжди можна буде сказати, що невдахи просто неправильно оцінили свої сили або не вміють працювати, а про можливість недоотримання прибутку їх попереджали.

## Текст листа
Стандартний текст листа багаторазово обіцяє при невеликих витратах часу і за наявності доступу в Інтернет можливість отримати багато грошей. Відзначається, що програма NewPRO є новітньою інформаційною технологією і враховує досвід найкращих проектів багаторівневого мережевого маркетингу та електронної комерції. Відзначається автономність функціонування програми, виключення людського фактору і можливості маніпулювання. Вказується, що це «легальна можливість заробити гроші». Цим створюється враження, що мова йде про один з напрямків бізнесу, зі звичайною для бізнесу можливістю одержання прибутку. 
Незважаючи на запевнення в легальності, у листі ніде не згадується про оподаткування. Наведені приклади, рекомендації, розрахунки оподаткування не показують і не передбачають. 
Далі в листі розкривається алгоритм дій потенційного учасника. 

## Механізм дії
Для розповсюдження програми з різних адрес надсилаються на поштові скриньки листи з пропозицією швидкого заробітку. Кількість подібних вхідних повідомлень знаходиться в безпосередній залежності від кількості залучених учасників.
1. Для активації програми потрібен індивідуальний ключ, який можна отримати за 99 рублів від свого «куратора», який також надає інструкцію по роботі. Найголовніша допомога від куратора — додаткове програмне забезпечення з автоматичного пошуку поштових адрес і розсилання на них (або за вже готовим переліком) рекламних листів із закликом приєднатися. Існують сайти, де програму і перший ключ можна отримати безкоштовно. Але для отримання наступних ключів обов'язково потрібно продати не менше трьох індивідуальних ключів першого рівня. Цей виверт дозволяє власникам ключа другого і вище рівнів залучати до своєї гілки піраміди додаткових учасників, збільшуючи свій дохід від подальших продажів.
2. Необхідно залучити мінімум трьох нових учасників, для яких програма генерує індивідуальні ключі. Передбачається, що для цього достатньо розповсюдити 20 тисяч листів.
3. Після залучення новачків програма запропонує придбати за 199 рублів другу частину і вкаже адресу «куратора» 2 рівня. Для оплати передбачається використовувати кошти, отримані від продажу індивідуальних ключів першого рівня.
4. Тепер буде дозволено генерувати власні ключі другого рівня, замовниками яких стануть 9 клієнтів (три Ваших перших клієнтів залучать кожен по три нових, які після залучення своєї трійки стануть покупцями ключів другого рівня). Очікуваний виторг 9 * 199 = 1791 рублів.
5. Вартість третього рівня — 499 рублів (27 замовлень), четвертого — 1099 (81), п'ятого — 2499 (243), шостого — 5299 (729), сьомого — 11 599 рублів. Передбачається, що сьомий рівень забезпечить 2187 замовлень.

Запевняють, що гарантією успіху є секретна формула, суть якої не пояснюється. 
Програма самостійно відслідковує ланцюжок учасників. Якщо «куратор» не відповідає на листи кілька днів, тоді програма запропонує адресу іншого куратора. 

## Розмір піраміди
Створюється враження, що потрібно не дуже багато учасників. У рекламному листі зазвичай є фраза: 

Ви напевно думаєте: «Звідки візьметься так багато клієнтів?» — Не турбуйтеся. Щодня в Росії до Інтернету підключаються мінімум 1000 нових користувачів! На всіх вистачить! 

Однак головний секрет саме в масовості та небажанні зробити елементарний розрахунок. Для того, щоб одній людині дійсно отримати заплановане число замовлень на сьомому рівні в основі мережі (на першому рівні) повинні заплатити по 99 рублів 2187 * 729 * 243 * 81 * 27 * 9 * 3 = 22 876 792 454 961 (майже 23 трлн!) чоловік. Загальна чисельність піраміди, з урахуванням усіх проміжних рівнів, буде ще більше (понад 30 трильйонів чоловік). Однак потрібно мати на увазі, що чисельність населення світу всього близько 6,8 мільярда (6 790 062 216) осіб.  Так що всупереч запевненням реклами, загальної чисельності населення Землі не вистачить навіть на одного «переможця». Для одного лідера 6 рівня потрібно 729 * 243 * 81 * 27 * 9 * 3 = 10 460 353 203 (майже 10,5 мільярдів) платників, що також більше населення планети. Населення Росії (142 млн осіб станом на 2009 рік) не вистачить навіть на десяток лідерів 5 рівня, у кожного з яких має бути 243 * 81 * 27 * 9 * 3 = 14 348 907 (понад 14 мільйонів) платників, а загальний розмір кожної підмережі складе понад 20 мільйонів чоловік. 
На жаль, ця арифметика малозрозуміла для більшості, чим користуються шахраї, даючи простішу, але далеку від реальності модель. Є приклад простішого пояснення неможливості існування піраміди в повному задекларованому розмірі. Цей тип піраміди схожий на айсберг з надводною частиною (безпосередні рівні учасника, його коло спілкування) і набагато більшою підводною частиною (рівні всіх учасників мережі, які забезпечують участь у ній тих, з ким спілкується учасник). Якщо учасник продає ключ четвертого рівня, то під ним мережа з чотирьох рівнів і ключі купує найнижчий рівень. Учасниками цього нижчого рівня для купівлі ключа необхідно продати ключі третього рівня, тобто вибудувати під собою піраміду з трьох рівнів, де ключі буде купувати так само найнижчий рівень, якому для купівлі потрібна своя мережа з двох рівнів, в якій, у свою чергу, найнижчому рівню потрібно продати ключі першого рівня. У результаті, замість очевидних чотирьох рівнів, піраміда нараховує 4 +3 +2 +1 = 10 рівнів. Ось таблиця реальної кількості рівнів піраміди, необхідної для продажу відповідного ключа: 
| Рівень ключа | Реальна кількість рівнів у піраміді |
| ------------ | ----------------------------------- |
| 1            | 1                                   |
| 2            | 3                                   |
| 3            | 6                                   |
| 4            | 10                                  |
| 5            | 15                                  |
| 6            | 21                                  |
| 7            | 28                                  |

Підрахунок числа учасників при зазначеній кількості рівнів і дає наведені вище цифри.